# جوزيف بيري (كاهن كاثوليكي)
جوزيف بيري (بالإنجليزية: Joseph Nathaniel Perry)‏ هو كاهن كاثوليكي أمريكي، ولد في 18 أبريل 1948 في شيكاغو في الولايات المتحدة.